# Maria Melita de Hohenlohe-Langemburgo
Maria Melita de Hohenlohe-Langemburgo (Maria Melita Leopoldina Vitória Teodora Alexandra), (18 de janeiro de 1899 - 8 de novembro de 1967) foi a duquesa-consorte de Eslésvico-Holsácia como esposa do duque Guilherme Frederico de Eslésvico-Holsácia.

## Família
Maria Melita era a segunda filha, primeira menina, do príncipe Ernesto II de Hohenlohe-Langemburgo e da princesa Alexandra de Saxe-Coburgo-Gota. O seu irmã mais velho, o príncipe Godofredo de Hohenlohe-Langemburgo, era casado com a princesa Margarida da Grécia e Dinamarca, irmã do príncipe Filipe, duque de Edimburgo, consorte da rainha Isabel II de Inglaterra. Os seus avós paternos eram o príncipe Hermano Ernesto IV de Hohenlohe-Langemburgo e a princesa Leopoldina de Baden. Os seus avós maternos eram o príncipe Alfredo, duque de Edimburgo (segundo filho da rainha Vitória do Reino Unido) e a grã-duquesa Maria Alexandrovna da Rússia (filha do czar Alexandre II da Rússia). As suas tias maternas eram a rainha Maria da Roménia, a grão-duquesa Vitória Feodorovna da Rússia e a princesa Beatriz de Saxe-Coburgo-Gota que se casou com um primo do rei Afonso XIII de Espanha.

## Casamento e descendência
Maria Melita casou-se com o príncipe Guilherme Frederico de Eslésvico-Holsácia no dia 5 de fevereiro de 1916 em Coburgo. Tiveram quatro filhos:
- João Alberto de Eslésvico-Holsácia (12 de maio de 1917 – 10 de agosto de 1944);
- Guilherme Alfredo Fernando de Eslésvico-Holsácia-Sonderburgo-Glucksburgo (24 de setembro de 1919 – 17 de junho de 1926);
- Frederico Ernesto Pedro de Eslésvico-Holsácia (30 de abril de 1922 – 30 de setembro de 1980);
- Maria Alexandra de Eslésvico-Holsácia (9 de julho de 1927 – 14 de dezembro de 2000).